# Juan Luis Abellán
Juan Luis Abellán Palahí (Barcellona, 19 giugno 1933) è un nuotatore e pallanuotista spagnolo.

## Carriera
Era un atleta del Club Natació Barcelona. 
Ha partecipato ai Giochi di Helsinki 1952, nei quali si classificò all'8º posto. Era stato selezionato anche come nuotatore per la Staffetta 4x200m sl, ma alla fine non vi gareggiò.
Ha vinto 1 oro ai I Giochi del Mediterraneo, ed 1 bronzo ai II Giochi del Mediterraneo.